# Bridge House

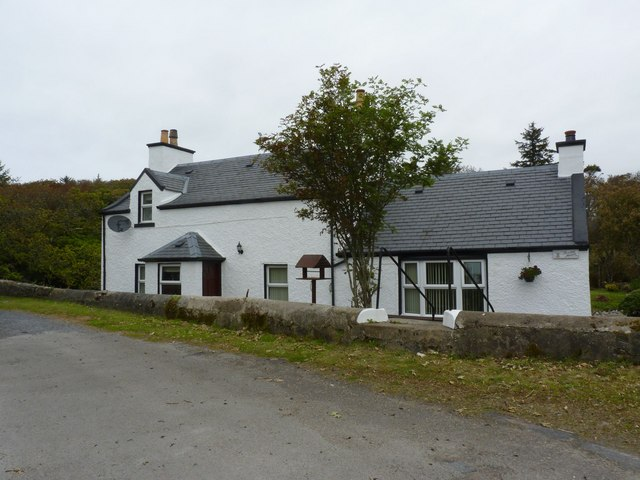
Bridge House (2011)

Das Bridge House ist ein Gebäude auf der schottischen Hebrideninsel Islay. Es liegt etwa 50 m westlich der A846 in einer Schlinge des Flusses Laggan. Bowmore, der Hauptort der Insel, liegt etwa 2,5 km nördlich und ist die nächstgelegene größere Ortschaft. 1971 wurde Bridge House als Teil eines Ensembles in die schottischen Denkmallisten in der Kategorie B aufgenommen. Seit 2006 ist es als Einzeldenkmal in der Kategorie C gelistet.
In Bridge House war zunächst eine Gastwirtschaft untergebracht. Anschließend wurden die Räume als Schulgebäude genutzt. Direkt westlich von Bridge House führt die ebenfalls denkmalgeschützte Laggan Bridge über den Laggan.

## Beschreibung
Der exakte Bauzeitpunkt ist nicht überliefert, sodass nur das frühe 19. Jahrhundert als Bauzeitraum angegeben werden kann. Das einstöckige Gebäude entspricht der traditionellen Bauweise. Es schließt mit einem Satteldach ab. Das Dachgeschoss ist zur Mansarde ausgebaut und mit Gauben ausgestattet. Im Osten schließt ein niedrigerer Anbau mit Satteldach an. Der Eingangsbereich ist in einem kleinen Vorbau vorgelagert, den ein Walmdach krönt. Alle Dächer sind mit Schieferschindeln gedeckt und die Fassaden sind in der traditionellen Harling-Technik verputzt.